# Новый роман

Представители направления «новый роман» и близкие к ним деятели литературы в 1959 году. Слева направо: Ален Роб-Грийе, Клод Симон, Клод Мориак, Жером Лендон,, Сэмюэл Беккет, Натали Саррот,.

«Новый роман» (фр. Le nouveau roman), или «антироман» — название литературного направления постмодерна во французской прозе, сложившегося в конце 1940-х — начале 1960-х годов и противопоставившего свои произведения социально-критическому, с разветвлённым сюжетом и множеством персонажей, роману бальзаковского типа, который было принято считать одной из стержневых традиций французской литературы. «Новый роман» пришёл на смену экзистенциализму.   
Бальзаку «новые романисты» противопоставили Флобера, Кафку, Вирджинию Вулф, «Чуму» Альбера Камю, «Тошноту» Сартра. Авторы этого направления обратились к описанию душевных состояний человека в различные моменты его жизни и предметов внешнего мира. Их целью было беспристрастное воссоздание «субстанции существования».
Камю и Сартр поддерживали «новых романистов». Сартр сначала использовал для их характеристики термин «антироман» (предисловие к роману Н. Саррот «Портрет неизвестного», 1947). Но позже он отказался от такого определения и назвал этот период в литературе эпохой размышлений романа о самом себе.
Само выражение «новый роман» впервые употребил критик Эмиль Анрио (газета «Монд», 22 мая 1957) в рецензии на только что появившиеся романы «Ревность» Алена Роб-Грийе и «Тропизмы» Натали Саррот. Этих двух авторов принято считать главными представителями этого направления. Они теоретики и создатели «нового романа». Кроме перечисленных, к данному литературному направлению относят Мишеля Бютора, Маргерит Дюрас, Робера Пенже, Жана Рикарду, Клода Симона,  Сэмюэлля Беккета. При этом сами себя они, за исключением Алена Роб-Грийе, не относили к этому направлению, а зачастую отрицали его существование. Определяющими для самопонимания приверженцев «нового романа» выступили такие тексты-манифесты, как эссе Натали Саррот «Эра подозрения» (1956) и сборник статей Алена Роб-Грийе 1956—1963 годов «За новый роман» (1963). Важной вехой в становлении новой школы стал авторитетный симпозиум «Новый роман: вчера и сегодня» в городке Серизи-ла-Салль (1971).